# 迪米特里·布勒蒂亚努
迪米特里·布勒蒂亚努（Dimitrie Brătianu） (1818年—1892年)  1881年担任过2个月的罗马尼亚首相和外交大臣。他是扬·康斯坦丁·布勒蒂亚努首相的哥哥。

## 政治活动
1848年6月11日，他被认定为驻奥匈帝国的外交代表，直到1848年9月12日。自1848年11月以来，他一直进行各种外交活动。与其他罗马尼亚革命者一起，他创立了“罗马尼亚革命委员会”（1849年6月）和“罗马尼亚移民行为协会”（1849年12月）。从1857年起，他回到国内，与他的兄弟一起领导民族自由党。1857年9月，他在特别大会当选为皮特什蒂的副手。